# H.A.A.R.P
H.A.A.R.P. är ett livealbum med inspelningar från Muses två konserter på Wembley Stadium 2007. Det innehåller en cd-skiva med ljudinspelningar från den första kvällen och en dvd med videoinspelningar från den andra.
Det finns två versioner: Den vanliga utgåvan kommer i ett fodral, och en specialutgåva kommer i en låda med tre vykort i. Den senare rapporterades att innehålla mer backstage film än den förra. I USA är specialutgåvan begränsad till 1 000 exemplar.
"City of Delusion" var bara var tillgänglig att förbeställa via iTunes och är idag ett sällsynt samlarobjekt. "Knights of Cydonia", "Feeling Good", och "Time Is Running Out" kan höras på Muse MySpace och "Unintended" kan hittas på Muses officiella hemsida.
Konserten visades på vissa utvalda biografer 2008.

## Priser
Konserten har ett flertal gånger blivit utsedd till ett av de bästa scenframträdandena genom tiderna och detta anses också vara det tillfälle i Muses karriär som fick dem att bli kända som ett av världens bästa och mest åtråvärda liveband.
Muse vann 2008 priset Best live event för deras framträdande på Wembley Stadium.
DVD:n har också vunnit priser som Best DVD och Best Album Artwork.

## Låtlista

### CD
Wembley Stadium, 16 juni 2007
1. "Intro"
2. "Knights of Cydonia"
3. "Hysteria"
4. "Supermassive Black Hole"
5. "Map of the Problematique"
6. "Butterflies and Hurricanes"
7. "Invincible"
8. "Starlight"
9. "Time Is Running Out"
10. "New Born"
11. "Unintended"
12. "Micro Cuts"
13. "Stockholm Syndrome"
14. "Take a Bow"

### DVD
Wembley Stadium, 17 juni 2007
1. "Intro"
2. "Knights of Cydonia"
3. "Hysteria"
4. "Supermassive Black Hole"
5. "Map of the Problematique"
6. "Butterflies and Hurricanes"
7. "Hoodoo"
8. "Apocalypse Please"
9. "Feeling Good"
10. "Invincible"
11. "Starlight"
12. "Improv"
13. "Time Is Running Out"
14. "New Born"
15. "Soldier's Poem"
16. "Unintended"
17. "Blackout"
18. "Plug In Baby"
19. "Stockholm Syndrome"
20. "Take a Bow"